# Aizen Myōō
Aizen Myōō (em japonês:  愛染明王), "Tingido por Amor ou Luxúria", um Rei da Sabedoria, é uma deidade budista esotérica japonesa, dentre as principais no Shingon e Tendai, que tem características únicas no panteão budista do período Heian, sem um protótipo indiano, tibetano ou chinês em seu culto, embora comparável a algumas contrapartes. Diferente de outras abordagens budistas de suprimir as paixões por meio de antídotos ou técnicas de atuação contrária, Aizen Myōō transmuta o apego ou desejo em bodicita.
De acordo com o Pavilhão do Pico Vajra e Todos os Seus Yogas e Yoginis Sutras (provavelmente um trabalho apócrifo atribuído ao grande patriarca budista Vajrabodhi), Aizen Myōō representa o estado em que se aproveita a excitação ou agitação sexual—que de outra forma são denunciados como impurezas—sendo vistos como iguais à iluminação ("bonno soku bodai"), e o amor apaixonado pode se tornar compaixão por todas as coisas vivas.
A versão sânscrita de seu nome é Rāgarāja (em sânscrito:  रागराज), equivalente a "rei da luxúria" (rāga significando "cor vermelha" ou "paixão violenta"). Apesar de sua aparência irada, diz-se que transmite amor e afeição. O lótus em sua mão, por exemplo, pode simbolizar o acalmar dos sentidos. Por vezes considerado uma deidade andrógina, também já foi representado como feminino.
É uma deidade de polivalência muito marcante, com grande variedade atributos, correspondentes à resolução de todos os desejos. Seus rituais muitas vezes foram ligados a "magia grosseira", como de subjugação (chōbuku) e sedução (keiai), além de aumento (zōyaku). Seu uso foi associado também ao poder real.
Foi também principal no ramo herético Tachikawa-ryū. Sua última adoção como uma deidade importante foi no Nichiren, ajudando a disseminar seu culto. Por vezes foi considerado um buda secreto (hibutsu). Tornou-se patrono do "Mundo Flutuante" do entretenimento no período Edo, adorada por prostitutas, senhores de terras, cantores, músicos. Também é deidade padroeira dos tintureiros e comerciantes de roupas, devido à associação de seu nome com aizome ("tingir com índigo").

## Representação

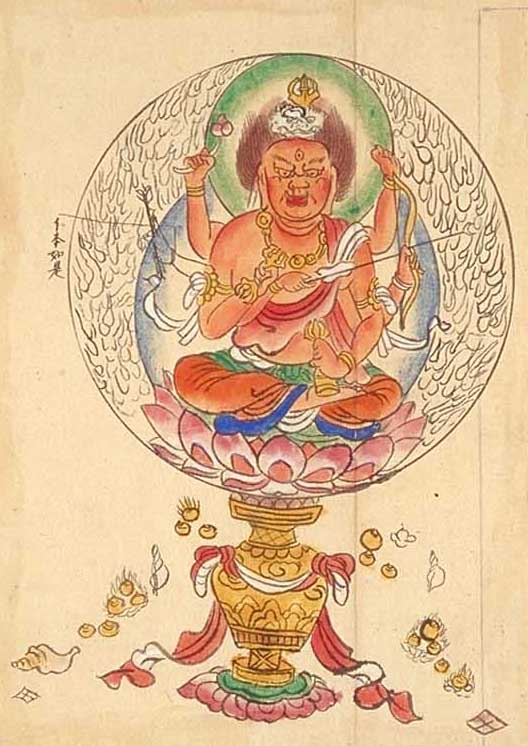
Aizen Myo'o (Ragaraja) descrito em Zuzōshō (図像抄), um comentário budista compilado em 1139 durante o período Heian no Japão.

Aizen-Myōō, é um dos muitos Reis da Sabedoria, (mas não no agrupamento tradicional dos cinco grandes Myoo, ou Godai Myoo) como Acala (Fudo-Myōō). Existem quatro mandalas diferentes associadas a Rāgarāja: a primeira o coloca com trinta e sete devas assistentes, a segunda com dezessete. Os outros dois são arranjos especiais: um feito por Enchin, quarto patriarca do Tendai; a outra é uma Shiki Mandala que representa divindades usando suas sementes-sílabas de mantra desenhadas em bonji. Ele é representado como uma figura irada, com três olhos e uma diadema de leão. Aizen-Myōō também é retratado em estátuas e thangka com duas cabeças: Aizen-Myōō e Fudo-Myōō ou Guanyin, ambas as iterações simbolizando uma mistura de energias subjugadas e complementares, tipicamente masculino/feminino, mas também masculino/masculino. Existem encarnações de dois, quatro ou seis braços, mas a de seis braços é a mais comum. Esses seis braços carregam um sino que chama a pessoa à consciência; um vajra, o diamante que corta a ilusão, uma flor de lótus fechada representando o poder de subjugação, um arco e flechas (às vezes com ele atirando a flecha para os céus), e o último braço, esquerdo superior, segurando algo que não podemos ver (referido por praticantes esotéricos avançados como "aquilo").
Monges japoneses discutiram bastante sobre o que era o "aquilo" segurado sobre a mão esquerda. Tratava-se do chamado "amarelo humano", uma substância mágica encontrada no coração ou na cabeça humana, que lembra também a bile de gado em outros rituais e que é transmitida na reprodução humana, a "raiz da vida" (myokon). Também significava a Ignorância sem início e a sílaba A, origem absoluta de tudo.
Rāgarāja é semelhante à forma vermelha de Tara, chamada Kurukulla, no budismo tibetano. Apropriadamente, os mantras de Rāgarāja são pronunciados em transliterações chinesas ou japonesas de sânscrito; as cadências dependendo da respectiva região onde seus devotos residem e praticam, e se nas escolas Shingon ou Tendai. Sua vogal semente, escrita em bonji, é pronunciada "HUM", geralmente com uma ênfase forte proveniente do uso dos músculos da barriga inferior. Isso faz parte da prática sincrética de misturar Tantra e budismo, como era popular durante as cortes do período Heian e entre as classes mais baixas da China e do Japão.
É também chamado de "rei das estrelas" (shō-ō), devido a uma tradição oral que o associa atirando a estrelas más no céu noturno com seu arco e flecha, simbolizando a destruição do falso pensamento e sua manifestação como disco solar.

Rolo suspenso japonês com pintura da deidade e sua mandorla flamejante. Século XIV.

Ele realiza a suparação da luxúria, também pela união de contrários, na doutrina de se utilizar as impurezas e desejo para se atingir a Iluminação. Em cultos, invocava-se do paraíso transcendente para que ocorresse a união mística dessa deidade com o seu ícone e o sacerdote, sendo uma deidade principal na fase "Entrada [da Deidade] no Ego [do praticante] e Entrada do Ego [na Deidade]". A cor vermelha foi interpretada como o disco solar que corresponde ao coração ou mente das criaturas, e associada a emoção intensa, como o sangue que jorra de sua compaixão ou representando a contaminação por paixões, pelo elemento fogo. Também foi utilizado em rituais de magia, em que se depositavam objetos na sua mão esquerda superior vazia, de forma visualizada, ou por imagens físicas em esculturas, ou pintadas, como no keiai (subjugação), em que praticantes buscaram atrair pessoas de sexo oposto pelo amor, colocando-se a figura da cabeça da pessoa sobre a sua mão vazia ou escrevendo-se o nome de outras maneiras. A iconografia da cor vermelha é também bastante associada a rituais de subjugação de amor. Outros diferentes itens também eram utilizados para finalidades variáveis, como a de efetivar prosperidade.
Uma variedade de Aizen Myōō era feita de madeira de sândalo branca com o tamanho de uma mão (goshiryō, "da altura de cinco dedos), a qual representava o Dainichi da mandala do Reino de Diamante. Já a versão tradicional vermelha de Aizen corresponde ao Dainichi do Reino do Útero e é utilizada também para o rito de eliminação de calamidades (sokusai-hō).

Para a finalidade de sedução, no período Edo ele foi invocado de forma equivalente ao popular "Kami da Amarração" (Kamimusubi), conforme um ditado: "Se um kami, é o Kami da Amarração; se um buda, é Aizen Myōō". Um exemplo de magia do amor é registrado no Hizō konpōshō de Jichiun (1105–1160):
"Se você quer seduzir alguém, escreva seu nome e o da pessoa amada, coloque-os na boca [do leão de Aizen], recite o feitiço e empodere-o trinta mil vezes"
Já as flechas de Aizen são direcionadas aos inimigos, com a finalidade de assassinato.

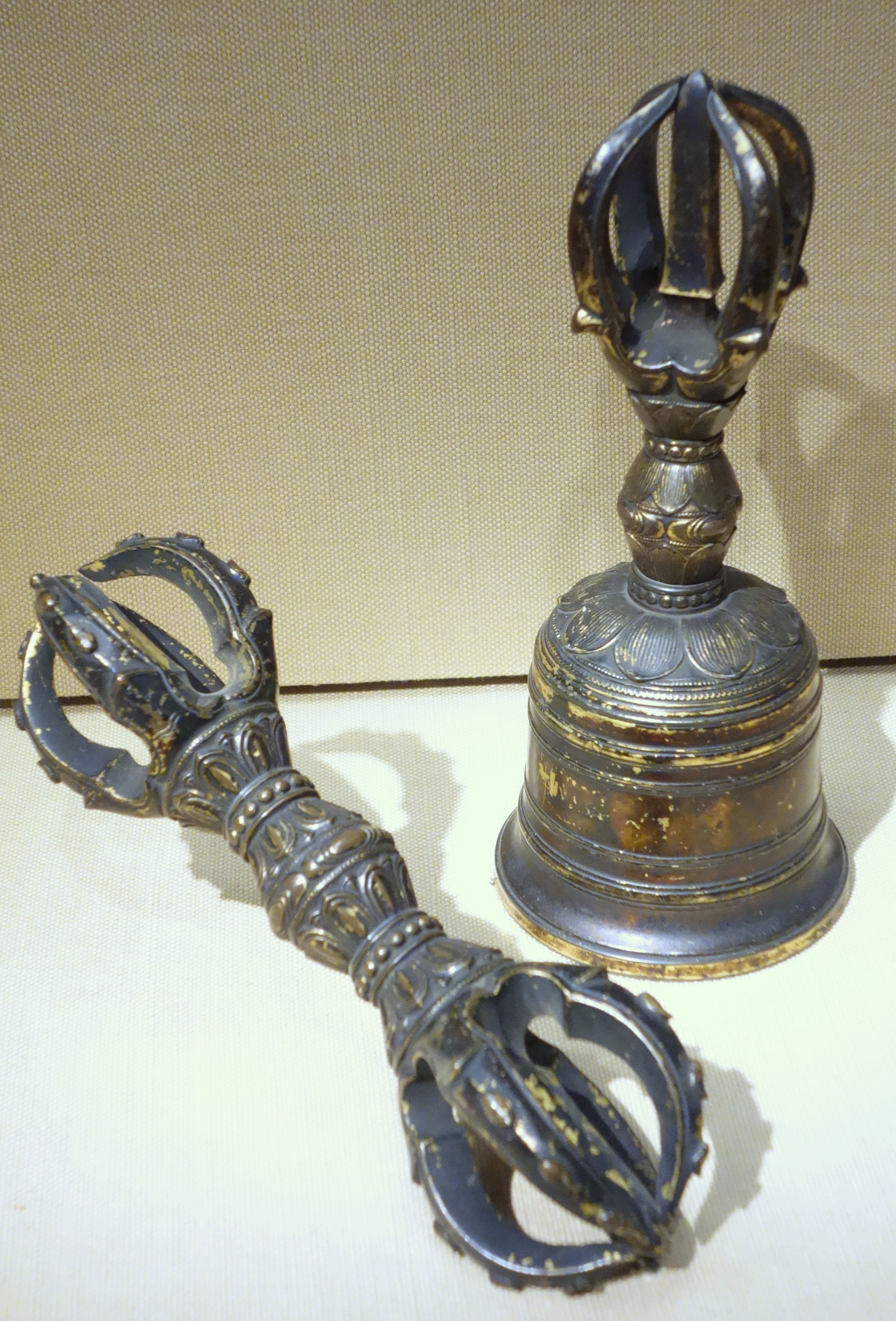
Vajras antropomórficos unidos em um pilão de cinco pontas (gokosho; 3 pontas em cada extremidade e 2 "pernas" que atravessam ao outro lado), e um sino vajra. Período Kamakura.

Os atributos de vajra e do sino também sugerem a relação sexual, como símbolos, respectivamente, dos órgãos masculino e feminino. O vajra de cinco pontas é o samaya ou forma simbólica de Aizen, e é uma representação antropomórfica (as três pontas superiores a cabeça e braços, e as duas inferiores as pernas). As duas metades do "vajra humano" de cinco pontas podem ser unidas. No Fudōson gushō isto é descrito assim:
"No que é chamado [vajra] de cinco pontas, as quatro pontas superiores e a ponta central superior representam as cinco sabedorias do Reino de Vajra, os cinco grandes elementos do órgão sexual masculino. As quatro pontas inferiores são os cinco budas do Reino do Útero, os cinco chacras [do órgão sexual] da mulher. As partes superior e inferior são idênticas, yin e yang são não duais, as [gotas] vermelhas e brancas unem-se harmoniosamente, os dois "pensamentos" se fundem em um: tal é o verdadeiro significado"
Conotações sexuais de Aizen Myōō derivaram do Yuqi Jing ("Sutra do Ioga"), um suposto texto chinês que teve ampla exegese no Japão (Yugikyō) e que é a fonte escritural dessa deidade. O locus classicus de onde teria surgido tal associação foi a passagem nessa obra em que Mahavairocana entra no "samádi do pênis do cavalo" para realizar o ritual de Ragaraja. Diversas interpretações se seguiram. No Tachikawa-ryū, por exemplo, rituais altamente erotizados se associam à figura de Aizen, e o rugido de leão do Buda na passagem é considerado por essa vertente do tantrismo shingon de mão esquerda como uma forma encriptada dos gritos da união sexual de uma encarnação feminina de Aizen com seu cônjuge Fudō Myōō. Nessa interpretação, o acasalamento ganha conotação macrocósmica, tornando também a relação sexual um ritual religioso. O ato pode ser representado por gestos de mãos (mudras), como se descreve no Kakugenshō (c. 1200):
"Assim, o mudra do "pilão de forma humana" é como a união das formas gêmeas que geram as pessoas. Mas esse grito de bem-aventurança é muito mais alto do que o das relações humanas comuns. Assim, cantou nos cinco tons como um leão. [O Ioga Sutra] nos diz que, se visualizarmos o reino dos homens e mulheres dessa maneira, podemos entrar muito rapidamente no caminho do Buda. Isso não é um amor de relações sexuais. É uma prática de darma totalmente misteriosa baseada na imagem de um corpo com duas cabeças. É um texto secreto que testemunha um intercâmbio que é profundamente escondido, obscuramente profundo."
No processo de iniciação de Aizen Myōō estabelecido pelo prelado Gonkaku, ou Genkaku (1056–1121), seguiu-se essa interpretação da "Meditação do Pênis de Cavalo", e tanto a relação sexual quanto a concepção se tornaram passos para a entrada ritual no perfeito Reino de Buda. O desenvolvimento intrauterino adquiriu significados simbólicos, em que cinco estágios da gestação da forma humana é equacionada ao estado de Buda, em uma "budeidade fetal". Assim, o monge também realiza mudras para mudar o formato do embrião, incluindo dois que representam os componentes genitais (vajra e lótus, ao falo e vagina) e um mudra do "vajra de cinco pontas", juntando as duas mãos como metades que sinalizam a união de Princípio e Sabedoria—masculino e feminino—e a relação sexual, remetendo também a Fudo e Aizen. Ocorre também a elocução de mantras, e ao final dois "hum" expressam a realização orgásmica da "grande beatitude".
O primeiro ritual de Aizen alegadamente ocorreu em 940, junto a outros rituais de subjugação no contexto da rebelião de Taira no Masakado. Hayami Tasuku aponta, no entanto, que o desenvolvimento desses rituais teria surgido em meados do século XII, iniciados pelo fundador da linhagem Ono do budismo shingon e seu discípulo. A linhagem Ono desenvolveu rituais de sete dias associados à deidade, chegando à criação de um grande ritual, Nyohō Aizen. Rituais de Aizen para fins como proteção e concessão de desejos foram realizados em benefício de imperadores, como Shirakawa, que foi um devoto da deidade e construiu um santuário à sua imagem, dentre outros que também fizeram consagrações. Regentes fujiwaras transmitiram um ritual secreto de Aizen a Go-Reizei, reivindicando que ele este obteve assim acesso a um poder supremo da divindade.
No grande ritual Nyohō Aizen, depositam-se itens sobre um grande altar ou um pequeno ícone de Aizen, incluindo um mandala vermelho e um grão de relíquia (Śarīra) ou uma chintámani (joia realizadora de desejos), itens associados a exorcismo. Atribui-se eficácia para diversas finalidades, principalmente parto fácil e subjugação.
Sua popularidade no Japão atingiu um apogeu quando um sacerdote shingon usou cantos e rituais mágicos para invocar o Kamikaze que protegia os japoneses dos invasores marinhos, na segunda tentativa de invasão mongol no Japão em 1281.

### Aizen de Cabeça Dupla
Uma tendência paralela à dicotomia de Aizen e Fudo, em que eram adorados independentemente como "dignos singulares" (besson), foi a junção, como na forma extrema do Aizen de Duas Cabeças (Ryōzu Aizen, 両頭愛染). Isso seguia com a característica de não-dualismo bipolar do budismo japonês. A forma de duas cabeças era utilizada por sacerdotes no ritual de sedução e aparece como honzon em diversas mandalas: a cabeça direita é vermelha, irada, masculina, enquanto a esquerda é branca, serena e feminina. Identificam-se também com as relações de díade que Aizen apresenta com outras divindades, como Kongosatta e Fudō (quando as faces são vermelha e azul/preta), mas comumente dizia-se que representava Aizen e seu irmão gêmeo Zen'ai. O par Aizen-Fudō tornou-se predominante e sua complementaridade passou a significar outras polaridades da doutrina esotérica, como Aizen sendo igualado às oito consciências, enquanto Fudō simbolizaria a nona consciência (mente pura bodhi); ou Aizen, o reino do conhecimento ou reino da vida, e Fudō, o reino das formas ou reino da morte (inclusive pelo significado da cor preta); Aizen, o sol, Fudō, a lua; mas também no discurso embriológico-cosmológico, as gotas vermelha e branca (elementos procriativos feminino e masculino), respectivamente, com interpretações de que eles controlavam o início e o fim do processo de gestação.